# St. Johannes der Täufer (Billerbeck)

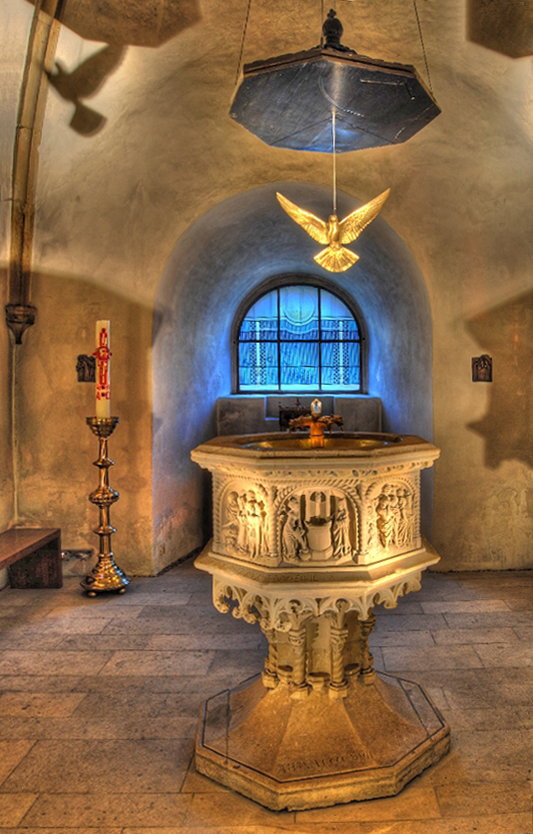
Gotischer Taufstein von 1497 in der Turmkapelle

Die katholische Pfarrkirche St. Johannes der Täufer, meist nur kurz Johannis-Kirche genannt, in Billerbeck ist mit ihrem Gründungsbau bereits vor 800 zu datieren. Der bestehende Bau ist wahrscheinlich im Jahre 1234 entstanden. Er ist ein bedeutendes Beispiel einer spätromanischen Hallenkirche gebundener Ordnung. In seiner Form bis heute nur durch kleinere Restaurierungen verändert, ist er außerdem reich an diversen Ausstattungsstücken.

## Geschichte
Wie archäologische Untersuchungen an der Johannis-Kirche in den Jahren 1983 bis 1985 ergeben haben, entstand der erste, nachweisbare Bau vermutlich als einschiffige Kirche im 8. Jahrhundert, eine genaue Datierung ist jedoch nicht möglich. Sie wurde vermutlich unter Bernrad, einem im Missionsraum Münster tätigen Abt, der auch der Bauherr von St. Viktor in Dülmen war, errichtet. Am 26. März 809 hielt der heilige Liudger an seinem Todestag seine letzte heilige Messe in der damaligen Billerbecker Kirche. Aufgrund der Mauertechnik ist eine Weiheinschrift von 1074 der zweiten Kirche zuzuordnen, die sich von der Ausdehnung und dem Grundriss her an ihrem Vorgänger, zumindest an dessen Westteil, orientierte. Jener Westteil wurde zugunsten eines neuen Kirchturms abgerissen, nach architektonischen Aspekten geschah dies im 12. Jahrhundert. Er wurde in den dritten Bau integriert, der nach einer erhaltenen Chorinschrift 1234 erbaut wurde. Die Breite der Vorgänger entspricht etwa die des Mittelschiffes. 1425 wurden die Sakristei an die Nordostecke zwischen der nördlichen Apsis und dem Chor angebaut und die Fassaden, insbesondere ihre Fenster, im gotischen Stil umgestaltet.
Die Pfarrkirche wurde zur Stärkung des Bistums Münster erbaut. Sie ist in Verbindung mit den übrigen bischöflichen Kaplaneien Beckum, Stadtlohn und Warendorf zu sehen, denn sie verfügten alle über je einen Domherren.
Zwischen den Jahren 1930 und 1931 sowie 1981 bis 1985 fanden in der Kirche feste umfangreiche Renovierungsarbeiten statt. Am 10. März 1985 wurde die Johannis-Kirche als Baudenkmal unter der Nummer 10 in die Denkmalliste der Stadt Billerbeck eingetragen.

## Beschreibung und Architektur
Beeinflusst wurde der Bau von der Klosterkirche Marienfeld, woher das Vorbild der Marienfelder Pfeiler stammt, und Lippstadt. Beide standen unter dem Einfluss der Herren zur Lippe. In der Innenarchitektur von St. Johann sind starke französische Einflüsse zu erkennen. Das bedeutet für gewöhnlich, dass der Baumeister und/oder seine Steinmetze vorher in Frankreich tätig waren. Die Pfeilerbündel ähneln sehr denen in den romanischen Kirchen von Poitiers und Laon.
Die Kirche wurde 1425 teilweise im Stile der Gotik umgestaltet. Auffällig ist vor allem das große, gotische Fenster an der Ostwand des Chores. Ebenfalls 1425 wurde die Sakristei angebaut.
Der Grundriss ist dreischiffig, wobei das kaum höher gezogene Mittelschiff durch drei Joche von den Seitenschiffen getrennt ist. Es endet mit einem gerade geschlossenen Chor. Die Seitenschiffe münden in jeweils eine Apsis.
Das Domikalgewölbe ist in den Seitenschiffen gratig, jedoch im Mittelschiff mit acht Rippen unterlegt. Die Schlusssteine sind oftmals als Tiere oder Blätter gestaltet. Die Bögen sind mit westfälisch-typischem Wulstprofil versehen. Alle Flächen und Gliederungen des Gewölbes waren ursprünglich mit Farbe versehen.
Die Fassaden sind von der gotischen Umgestaltung im Jahr 1425 geprägt und in diesem Stil verziert. An dieser Arbeit waren wahrscheinlich rheinische Steinmetze beteiligt, da die Ausarbeitung vergleichbaren Bauten aus dieser Region entspricht und untypisch für Westfalen ist. Die zum Stadtzentrum ausgerichtete Nordfassade wurde am prachtvollsten gestaltet. Sie zeichnet sich insbesondere durch ihr Formenspiel aus und gliedert sich in sechs Achsen. In der zweiten Achse von Westen gesehen beherbergt sie das Hauptportal. Die Südseite dagegen ist schlichter gehalten.
Archäologischen Untersuchungen zufolge stammt der 78 Meter hohe Kirchturm aus der Zeit des 12. Jahrhunderts. Dafür sprechen die Form der Schallöffnungen, das Gefüge, das bereits ursprünglich gewölbte Turmuntergeschoss sowie die Mauertechnik der Fundamente. Der Turm ist, wie große Teile der übrigen Fassade, schlicht gestaltet. Die einzigen Verzierungen bestehen aus Rundbogenfenstern, die an jeder Etage angebracht sind. Der gotisierende Spitzhelm des Turmes stammt aus der Zeit um 1650 unter Bischof Bernhard von Galen. Er wurde um 1700 neu verankert. An der Westseite des Turmhelmes sind die Uhrglocken befestigt.
An der Nordseite des Turmes ist eine große Kreuzigungsgruppe, die vermutlich zwischen Ende des 16. Jahrhunderts und Anfang des 17. Jahrhunderts von Heinrich Gröninger geschaffen wurde. Sie befindet sich auf einem Sockel und zeigt Jesus am Kreuz zusammen mit zwei Schachern, bei denen es sich um zwei frühbarocke Holzfiguren handelt. Oberhalb des Tympanons der Kreuzigungsgruppe befindet sich eine Uhr, die auf das Jahr 1876 datiert ist, von der Recklinghäuser Firma Vortmann stammt und täglich von Hand aufgezogen werden muss. Oberhalb des Zifferblattes, das 1982 restauriert wurde, befindet sich das Abbildung eines Sensenmannes, der eine Sanduhr in der Hand hält und so die vergängliche Zeit der Menschen symbolisiert.

## Ausstattung

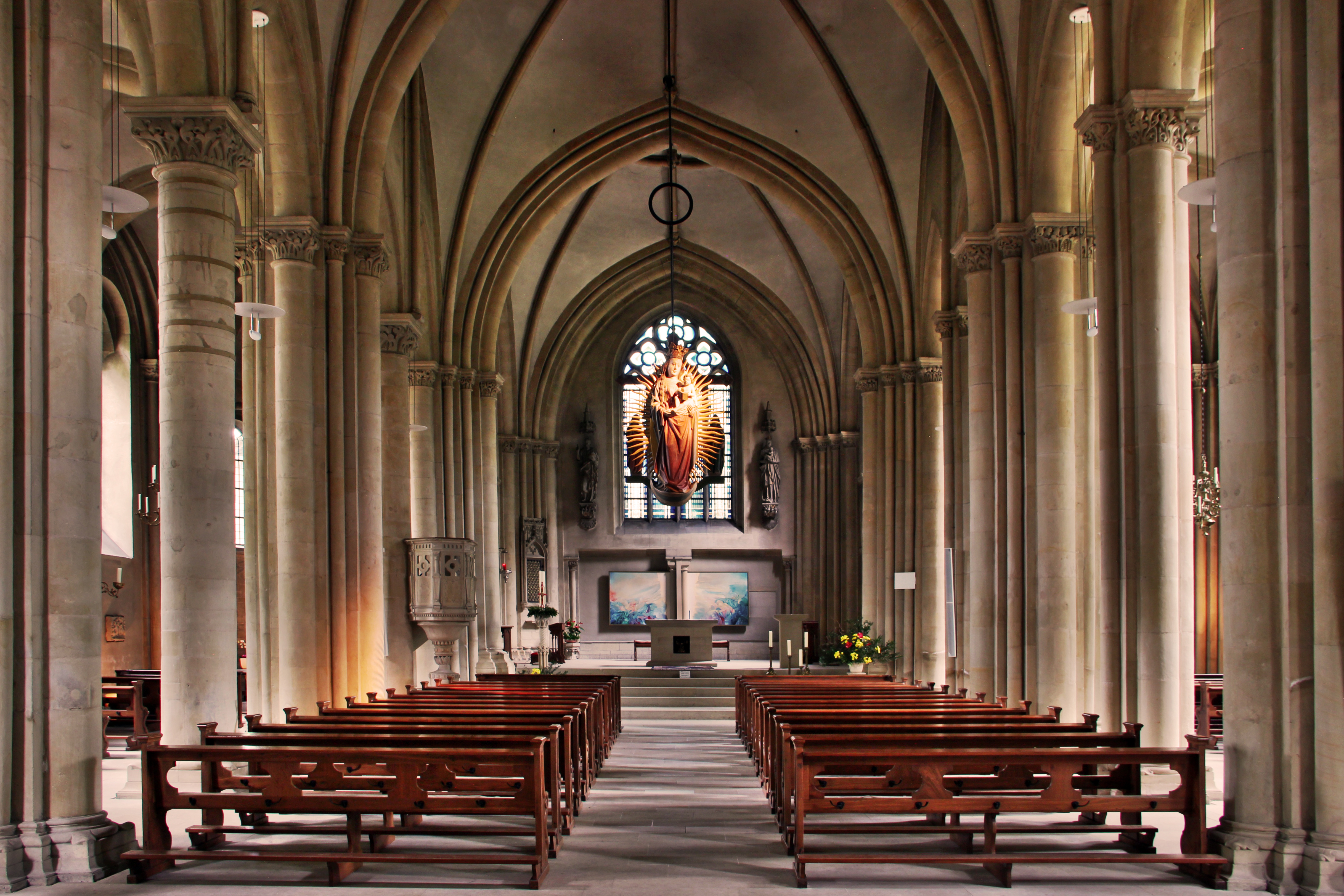
Innenansicht in Richtung des Chores

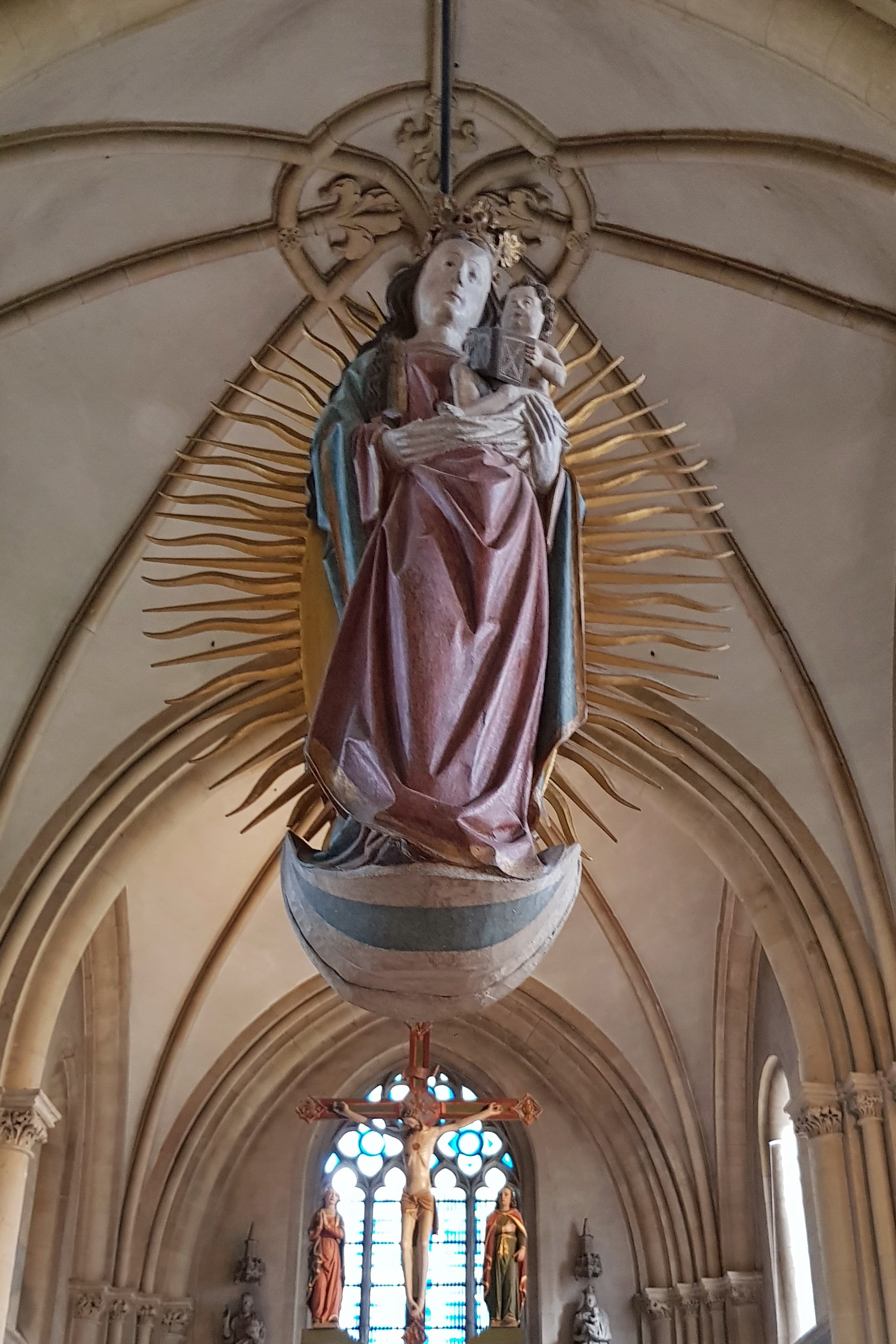
Gotische Doppelstrahlen-Madonna aus der Zeit um 1480

Die Pfarrkirche verfügt über eine reiche Ausstattung, die in ihren Datierungen vom 15. bis in das späte 18. Jahrhundert reicht.
Über dem Altar links und rechts befinden sich die lebensgroßen Figuren des „Weltheilands“ und der „Himmelskönigin“ von 1618. Sie sind Werke des münsterschen Bildhauers Gerhard Gröninger (1582–1652) und wie fast alle bildhauerischen Arbeiten in der Kirche (und das Kirchengebäude selbst) aus Baumberger Sandstein geschaffen, der nur wenige Kilometer östlich von Billerbeck abgebaut wurde und wird. Die Kanzel aus der Spätrenaissance ist 1581 geschaffen worden. In der Apsis die Pietá des Bildhauers Johann Wilhelm Gröninger von 1715. Die Inschrift sagt, dass der Bildhauer und seine Frau diesen Altaraufsatz der Kirche gestiftet haben. Sie lebten zeitweise in Billerbeck.
Über dem Mittelgang zwischen den Bankreihen befindet sich eine gotische Doppelstrahlen-Madonna aus der Zeit um 1480. Sie ist polychrom gefasst. Auf der Vorderseite trägt Maria das Jesuskind, das das aufgeschlagene Buch des Lebens hält. Auf der Rückseite hält das Jesuskind ein Bündel Trauben. Am Chorbogen hängt seit Ende 1994 wieder ein hölzernes Triumphkreuz aus der Zeit um 1430.
Während der Fastenzeit hängt im Chorbogen ein Hungertuch von 1930/31 nach Marienfelder Vorbild. Es wurde nach dem Vorbild eines bereits vorhandenen Tuches gleicher Art aus dem 19. Jhdt. angefertigt.
Ein steinerner Osterleuchter (um 1500) wird der Bunickman-Werkstatt zugerechnet. Der neben dem Altar aufgestellte Grundstein der Kirche nennt das Weihedatum 1074 für den zweiten Kirchbau. Zu nennen sind weiter das Renaissance-Altarbild von 1609, das eine längere Betrachtung lohnt (Rückwand des südlichen Seitenschiffs).
Um die Wende zum 3. Jahrtausend fand man die lebensgroße Figur eines im Grabe liegenden Christus wieder. Diese stammt aus dem Jahr 1630 und war einst von der Johanni-Schützenbruderschaft in der Karfreitagsprozession mitgetragen worden. Auf einem aus Sandstein angefertigten Sockel dient sie nun im Zusammenspiel mit einer Leuchte (nach Art einer Ewig-Licht-Ampel) als dauerhafte Heilig-Grab-Darstellung.

### Taufstein
In der Taufkapelle im Untergeschoss des Turmes befindet sich ein spätgotischer Taufstein von 1497, der in seiner Inschrift Johannes Schufuth, den damaligen Pfarrer der Johanniskirche als Stifter angibt. Das mit reichem bildhauerischem Schmuck ausgestattete kelchförmige Becken ist aus einem Stück Sandstein gearbeitet. In acht Reliefs an den Seitenteilen werden Bilder zum Thema Taufe, abwechselnd aus dem Alten und Neuen Testament gezeigt, beispielsweise das Quellwunder des Mose, die Taufe Jesu im Jordan und die Darstellung einer christlichen Taufe.

### Altäre
Hervorzuheben sind vier Altäre. Zum einen der Magdalenenaltar (1611) in der Ost-Apsis des südlichen Seitenschiffes. Er stand früher (bis 1959?) als Epitaph in der Ludgerus-Brunnenkapelle und kehrte dann in die Kirche zurück. Neben seinen frühbarocken Verzierungen ist er geschmückt mit einer Schilderung aus dem Gleichnis 'Gastmahl im Hause des Pharisäers'.
Der Altar zeigt den Übergang von Renaissance ins Frühbarock, wahrscheinlich ein Werk des Paderborner Bildhauers Heinrich Gröninger, eines anderen Vertreters dieser Bildhauerdynastie. An der Westwand des Südseitenschiffes befindet sich das Altarretabel, das bis 1959 in der Ludgeruskapelle stand. In der Ostapsis des Nordseitenschiffes steht ein Altar mit einer barocken Pieta, der wohl für diese Stelle geschaffen worden ist. An der Westwand des Nordseitenschiffes befinden sich noch Reste des Paulusaltares von 1719 mit seiner Wappenbekrönung. Hier ist das Relief 'Pauli Sturz vom Pferde' von Johann Wilhelm Gröninger erhalten geblieben.

### Orgel
Die Orgel der Johanneskirche wurde 1988 von der Orgelbaufirma Johannes Klais (Bonn) erbaut. Sie ist als Schwalbennestorgel an der Rückwand der Kirche angehängt. Sichtbar sind das Hauptwerk und die Pedaltürme, während das Schwellwerk sowie das Windwerk in einer Nische hinter der Orgel untergebracht sind. Der Spieltisch befindet sich auf einer der Orgel vorgelagerten kleinen Empore. Das Instrument hat 25 Register auf zwei Manualen und Pedal. Die Spiel- und Registertrakturen sind mechanisch. Als Besonderheit verfügt das Instrument über ein Glockenspiel aus 39 Bronzeglocken mit einem Tonumfang von c0–g3.

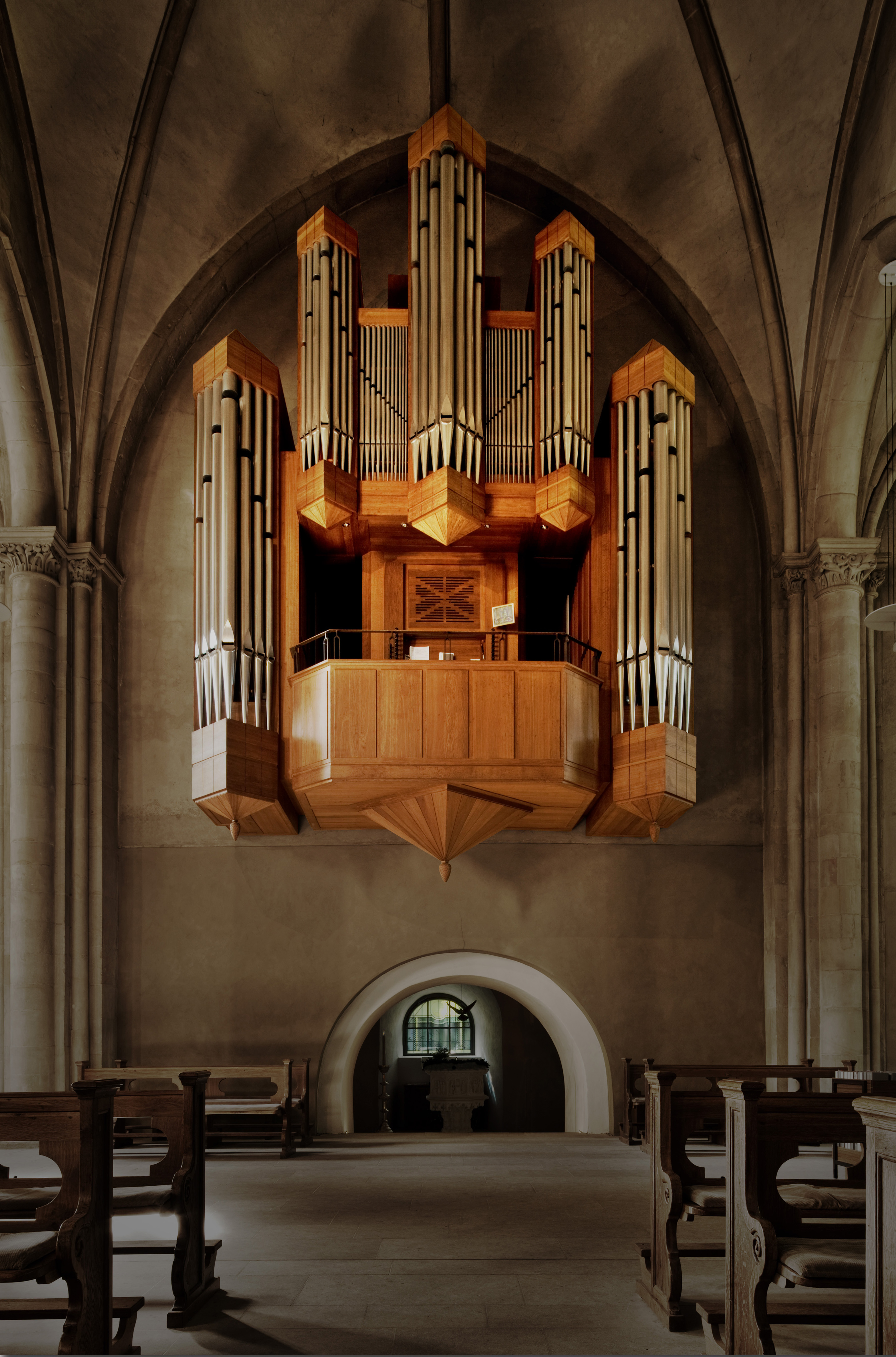
Die Schwalbennestorgel der Firma Klais

| I Hauptwerk C–g3 |             |        |
| 1.               | Quintade    | 16′    |
| 2.               | Principal   | 8′     |
| 3.               | Rohrgedackt | 8′     |
| 4.               | Octave      | 4′     |
| 5.               | Blockflöte  | 4′     |
| 6.               | Quinte      | 2 ⁄3′  |
| 7.               | Superoctave | 2′     |
| 8.               | Terz        | 1 3⁄5′ |
| 9.               | Mixtur V    | 1 ⁄3′  |
| 10.              | Trompete    | 8′     |
|                  | Tremulant   |        |

| II Schwellwerk C–g3 |                |       |
| 11.                 | Bordun         | 8′    |
| 12.                 | Viola da Gamba | 8′    |
| 13.                 | Schwebung      | 8′    |
| 14.                 | Principal      | 4′    |
| 15.                 | Koppelflöte    | 4′    |
| 16.                 | Octavin        | 2′    |
| 17.                 | Larigot        | 1 ⁄3′ |
| 18.                 | Sesquialter II | 2 ⁄3′ |
| 19.                 | Plein Jeu IV   | 2′    |
|                     | Glockenspiel   |       |
|                     | Tremulant      |       |

| Pedal C–f1 |               |       |
| 20.        | Subbass       | 16′   |
| 21.        | Octavbass     | 8′    |
| 22.        | Spillflöte    | 8′    |
| 23.        | Choralbass    | 4′    |
| 24.        | Hintersatz IV | 2 ⁄3′ |
| 25.        | Fagott        | 16′   |

- Koppeln: II/I, I/P, II/P

### Glocken
Im Kirchturm der Billerbecker Johanniskirche hängt ein dreistimmiges Glockengeläut mit zwei historischen Glocken und einer weiteren, die als Ersatz für eine während des Zweiten Weltkriegs zu Rüstungszwecken beschlagnahmte 1946 neu gegossen wurde. Als Besonderheit werden diese Glocken alle noch von Hand geläutet. Auch wird hier der Brauch des Beierns noch ausgeübt, bei dem die Glocken nicht durch Schwingen tönen, sondern durch Anschlagen.
| Nr. | Name                | Gießer                  | Gussjahr | Durchmesser | Schlagton | Inschrift |
| --- | ------------------- | ----------------------- | -------- | ----------- | --------- | --- |
| 1   | Salvator            | Walter Westerhues       | 1522     | 1540 mm     | c′        | „Walter Westhues hat mich gegossen im Jahr des Herrn 1522. Heiland werde ich genannt. Die Feinde zu vertreiben mühe ich mich. Ich rufe die Lebenden zusammen, mit dem Klageruf die Toten Gott allein die Ehre.“ |
| 2   | Maria               | Petit & Gebr. Edelbrock | 1946     | 1430 mm     | d′        | „Mariam praedico utcumque persona Haec grato animo adducit Domino.“ („Maria preise ich, so oft ich erschalle ich. Und sie mit Dankessinn zum Herrn euch führet hin.“)                                           |
| 3   | Johannes der Täufer | Walter Westerhues       | 1523     | 1230 mm     | es′       | „Walter Westerhues godt mey int Johr 1523. Sanctus Johannes baptiste unsse hillighe patron bidet vor uns jhesum in des Hemelstron.“                                                                             |

Des Weiteren hängen am Turmdach zwei Uhrschlagglocken.